# Colma
Colma és una població dels Estats Units a l'estat de Califòrnia.
Segons el cens del 2000, Colma tenia 1.191 habitants, 329 habitatges, i 245 famílies. La densitat de població era de 240,8 habitants per km².

## Poblacions més properes
El següent diagrama mostra les poblacions més properes.